# Edificio Gas Natural
Edificio Gas Natural, también conocido como Torre Mare Nostrum, es un rascacielos en Barcelona, España. Acabado en 2005, tiene 20 plantas y una altura de 86 metros. Posee un diseño innovador y distintivo porque en el fondo es la suma de una torre y un edificio transversal, dos bloques que dialogan y utilizan un mismo lenguaje, en un único edificio. Fue la sede de la compañía Naturgy, multinacional española de gas y electricidad hasta que en el año 2019 se trasladó la sede a Madrid. Cerca de él, si miramos al suroeste, encontramos otros dos rascacielos: Hotel Arts y Torre Mapfre. El edificio Gas Natural es uno de los mejores ejemplos de arquitectura con tecnología punta en la ciudad.
El edificio de Gas Natural, también conocido como Gas Natural Fenosa, es una estructura emblemática ubicada en Barcelona, España. Se encuentra en la Avenida Diagonal, una de las principales arterias de la ciudad. El edificio fue diseñado por los arquitectos Enric Miralles y Benedetta Tagliabue, y su construcción se llevó a cabo entre los años 1999 y 2006. 
Este edificio se destaca por su diseño innovador y su fachada de vidrio ondulado, que le confiere una apariencia única y distintiva. Alberga las oficinas centrales de Gas Natural Fenosa, una importante empresa española dedicada al suministro de gas y electricidad.
El diseño del edificio refleja los valores de sostenibilidad y eficiencia energética, con características como la maximización de la entrada de luz natural y el uso de tecnologías avanzadas para reducir el consumo de energía. Además de sus funciones administrativas, el edificio también cuenta con espacios públicos, como un auditorio y una sala de exposiciones, que ocasionalmente albergan eventos culturales y conferencias.
En resumen, el edificio de Gas Natural Fenosa en Barcelona es una obra arquitectónica contemporánea notable, tanto por su diseño innovador como por su compromiso con la sostenibilidad y la eficiencia energética.